# 美濃國諸舊記
美濃國諸舊記（日语：／ Minonokunishokyūki）是記載關於美濃國的名家、豪族、戰事、城池、郡、村、寺社的史書、軍記。因為記載寬永年間（1624年—1645年）的事物，被認為是在寬永末期寫成。作者不詳。
詳細記載平安時代的土岐氏、包括明智氏的土岐庶流、美濃齋藤氏的許多事跡，成為許多逸話的經典。亦記述齋藤道三盗國的一代説。不過，因為作者不明，有許多與一手史料不一致的記載。